# Aisling O’Sullivan
Aisling O’Sullivan (* 1968 in Tralee, County Kerry) ist eine irische Schauspielerin.

## Leben und Karriere
Die 1968 im Südwesten Irlands geborene Aisling O’Sullivan erlernte die Schauspielerei an der renommierten Gaiety School of Acting in Dublin. Ihr Debüt vor der Kamera gab sie 1995 in dem Fernsehfilm Runway One. In dem 1997 entstandenen Spielfilm The Butcher Boy spielte sie als die mental instabile Mutter von Hauptfigur Francie erstmals in einer tragenden Rolle. O’Sullivans Darstellung der Dr.Cathy Costello in der irischen Fernsehserie The Clinic bescherte ihr eine Auszeichnung als „Beste Darstellerin in einer Hauptrolle“ mit dem Irish Film and Television Award. 2010 spielt sie in der Fernsehserie Raw die Rolle der Fiona Kelly. Aisling O’Sullivan tritt auch als Theaterschauspielerin in Erscheinung. Unter anderem wirkte sie bei Aufführungen der Druid Theatre Company mit.

## Filmografie (Auswahl)

### Filme
- 1995: Runway One
- 1996: Michael Collins
- 1997: Der Schlächterbursche (The Butcher Boy)
- 1999: The War Zone
- 2000: The Announcement
- 2003: The Actors
- 2002: Und plötzlich war es Liebe (Me & Mrs Jones)
- 2004: Six Shooter
- 2005: The Baby War
- 2008: A Film with Me in It
- 2019: Dark Lies the Island

### Fernsehserien
- 1995: Für alle Fälle Fitz (Cracker)
- 1999: Life Support
- 2003–2008: The Clinic
- 2010: Raw

## Auszeichnungen und Nominierungen
- 2005: Irish Film and Television Awards: Nominierung als Beste Schauspielerin im Fernsehen für The Clinic
- 2007: Irish Film and Television Awards: Nominierung als Beste Schauspielerin in einer Hauptrolle im Fernsehen für The Clinic
- 2008: Irish Film and Television Awards: Auszeichnung als Beste Schauspielerin in einer Hauptrolle in Film/Fernsehen für The Clinic